# Bella di Boskoop
La bella di Boskoop è una varietà di mela che, come indica il nome, è originaria di Boskoop in Olanda Meridionale, dove è stata creata nel 1856.
Alcuni sinonimi: Renetta di Montfort, Goldreinette, Reinette de Montreuse. Esistono numerose varianti: Boskoop rossa, gialla o verde.

## Caratteristiche
È una mela rustica, soda, asprigna e profumata, disponibile da novembre a fine febbraio.
Di colore verde-grigio con sfumature rosse, è apprezzata come frutto da consumare crudo o cotto, poiché resiste bene alla cottura. La polpa è soda, acidula, leggermente gialla e zuccherosa.
La Bella di Boskoop contiene il doppio di vitamina C rispetto a una Golden Delicious.

## Coltivazione
Predilige i terreni umidi ma sopporta male il gelo. I frutti tendono a "scoppiare".
La cultivar sopporta tutti i tipi di innesto ma essendo triploide sarà necessario coltivarla con una varietà compatibile come James Grieve, Melba o Regina delle renette. La raccolta si fa verso metà ottobre, la mela si conserva bene e può essere consumata da novembre a marzo. Sono sconsigliati i terreni secchi. Fruttificazione a volte scarsa e forte alternanza di produzione.